# Episodi di You Me Her (prima stagione)
La prima stagione della serie televisiva You Me Her, composta da 10 episodi, è andata in onda sul canale televisivo Audience Network dal 22 marzo al 24 maggio 2016.
In Italia la stagione è stata interamente pubblicata dal servizio on demand Netflix il 10 febbraio 2017.
| nº | Titolo originale                | Titolo italiano               | Prima TV USA   | Pubblicazione Italia |
| -- | ------------------------------- | ----------------------------- | -------------- | -------------------- |
| 1  | Cigarettes and Funions and Crap | Sigarette e anelli di cipolla | 22 marzo 2016  | 10 febbraio 2017     |
| 2  | Can You Be Cool?                | Puoi restare calma?           | 29 marzo 2016  | 10 febbraio 2017     |
| 3  | No Penetration                  | Senza penetrazione            | 5 aprile 2016  | 10 febbraio 2017     |
| 4  | Check a Box                     | Scegli una casella            | 12 aprile 2016 | 10 febbraio 2017     |
| 5  | Niece Jackie                    | Nipote Jackie                 | 19 aprile 2016 | 10 febbraio 2017     |
| 6  | The T Word                      | La parola proibita            | 26 aprile 2016 | 10 febbraio 2017     |
| 7  | The Morning After               | La mattina dopo               | 3 maggio 2016  | 10 febbraio 2017     |
| 8  | The Relationship More Populated | Un rapporto più allargato     | 10 maggio 2016 | 10 febbraio 2017     |
| 9  | Sweet Home Colorado             | A casa in Colorado            | 17 maggio 2016 | 10 febbraio 2017     |
| 10 | Trope Isn't a Four Letter Word  | Un romantico cliché           | 24 maggio 2016 | 10 febbraio 2017     |

## Sigarette e anelli di cipolla
- Titolo originale: Cigarettes and Funions and Crap
- Diretto da: Nisha Ganatra
- Scritto da: John Scott Shepherd

### Trama
Jack ed Emma Trakarsky non riescono più a ritrovare la passione tra di loro e per questo sono in terapia da una psicologa. Per ravvivare la sua vita sessuale, Jack, consigliato da suo fratello, decide perciò di contattare Izzy, una studentessa universitaria che nel tempo libero fa la escort. Nonostante tra di loro, al primo incontro, non si vada oltre ad un bacio, Jack rivela subito il tradimento a sua moglie, che prende anch'ella un appuntamento con Izzy, per conoscerla a sua volta.

## Puoi restare calma?
- Titolo originale: Can You Be Cool?
- Diretto da: Nisha Ganatra
- Scritto da: John Scott Shepherd

### Trama
Jack ed Emma, dopo che anche quest'ultima rivela al marito di aver baciato Izzy, riscontrano che i loro rispettivi incontri con la ragazza hanno ravvivato il loro rapporto. Izzy intanto decide di fare ammenda col suo ragazzo Andy.

## Senza penetrazione
- Titolo originale: No Penetration
- Diretto da: Nisha Ganatra
- Scritto da: John Scott Shepherd

### Trama
Emma e Jack stilano un accordo economico di lavoro con Izzy così che la ragazza diventi a turno la loro amante. Jack però, dopo il primo appuntamento di sua moglie con la ragazza, inizia a diventare geloso. 

## Scegli una casella
- Titolo originale: Check a Box
- Diretto da: Nisha Ganatra
- Scritto da: John Scott Shepherd

### Trama
Jack, consigliato anche dal suo amico Dave, prende la decisione di troncare definitivamente il rapporto con Izzy.

## Nipote Jackie
- Titolo originale: Niece Jackie
- Diretto da: Nisha Ganatra
- Scritto da: John Scott Shepherd

### Trama
Per sviare i sospetti della loro vicina Lori, Jack ed Emma affermano che Izzy sia la loro nipote Jackie. Izzy tenta nel frattempo di scusarsi con Andy ma, durante un appuntamento con lui, fugge per andare a casa dei coniugi Trakarsky.

## La parola proibita
- Titolo originale: The T Word
- Diretto da: Nisha Ganatra
- Scritto da: John Scott Shepherd

### Trama
Izzy, Emma e Jack sperimentano il loro primo rapporto sessuale a tre. Andy intanto si mette alla ricerca di Izzy per scoprire dove sia andata, dopo essere scappata dal loro appuntamento.

## La mattina dopo
- Titolo originale: The Morning After
- Diretto da: Nisha Ganatra
- Scritto da: John Scott Shepherd

### Trama
Al mattino seguente, dopo la loro notte di follie, Jack ed Emma, nonostante le insistenze di Izzy di prendersi tutti una vacanza, vanno frettolosamente al lavoro, lasciando la ragazza amareggiata. Più tardi Nina rivela ad Izzy di essere andata a letto col suo ragazzo Andy.

## Un rapporto più allargato
- Titolo originale: The Relationship More Populated
- Diretto da: Nisha Ganatra
- Scritto da: John Scott Shepherd

### Trama
Nonostante la disapprovazione di Izzy, Jack ed Emma decidono di voler ripristinare il loro accordo economico con la ragazza, consigliati anche da Nina.

## A casa in Colorado
- Titolo originale: Sweet Home Colorado
- Diretto da: Nisha Ganatra
- Scritto da: John Scott Shepherd

### Trama
Lori continua a voler scoprire chi sia in realtà Izzy ed Ava decide di aiutare i Trakarsky a confondere le tracce.

## Un romantico cliché
- Titolo originale: Trope Isn't a Four Letter Word
- Diretto da: Nisha Ganatra
- Scritto da: John Scott Shepherd

### Trama
Izzy prende la decisione di tornare in Colorado a casa da sua madre e riesce finalmente a confidarsi con Andy. Nel frattempo Jack, dopo aver parlato con il preside Weinstock, rifiuta la promozione a preside, mentre sua moglie Emma viene promossa a socio nello studio di architettura dove lavora.